# Hillia erdmanni
Hillia erdmanni là một loài bướm đêm trong họ Noctuidae.